# 第51回NHK紅白歌合戦
『第51回NHK紅白歌合戦』（だいごじゅういっかいエヌエイチケイこうはくうたがっせん）は、2000年（平成12年）12月31日にNHKホールで行われた、通算51回目のNHK紅白歌合戦。20世紀最後の開催となる。
19:20 - 21:25および21:30 - 23:45にNHKで生放送された。

## 概要
- 初めてBSデジタルハイビジョンでも放送された。
- 今回のテーマは「歌で開こう21世紀の扉〜愛、いのち、未来」[1]
- 両組司会については、紅組司会には3年連続での担当となる久保純子、白組司会には翌年の大河ドラマ『北条時宗』の主演・和泉元彌が起用された。久保はこの年『ポップジャム』の司会や連続テレビ小説（上期）『私の青空』のナレーションで活躍し、広い年齢層から支持を受け（「好きなタレント」調査でも上位ランクイン）、さらに結婚をしたという話題性もあって紅組司会続投が決まった。元彌はこれが地上波での初司会となったほか、翌年の『大河ドラマ』の主演者が組司会に起用されるのは初めてだった。さらに、当時青山学院大学文学部日本文学科8年生の元彌は史上初の学生の立場での白組司会担当となった。なお、今回の司会発表は11月15日に行われた。
- 番組側から久保と元彌に起用の告知は11月10日に行われたという[2]。
- 司会人選に関する報道は以下の通り。
  - 『ZAKZAK』（10月時点）　 - 「紅組司会は久保の3連投が濃厚。白組司会は西城秀樹らの名前が挙がっている」
  - 『スポーツ報知』（10月時点） - 「紅組司会の最有力候補に藤原紀香（この年4月放送の8時間45分の大型番組『BSデジタルフェアスペシャル』で司会担当）が挙がっている」
  - 『スポーツニッポン』（10月10日付） - 「紅組司会は久保の3連投が有力。1996年上期の連続テレビ小説『ひまわり』のヒロイン出身の松嶋菜々子（且つ前回の審査員）も候補に挙がるが、関係者の話を総合すると久保の続投が有力」「白組司会については、前回担当者の中村勘九郎（後の中村勘三郎）[3] が前回の司会を『最初で最後』としており、NHK側も連投の要請はしない方針。制作側では今年の紅白を「20世紀の総括」と位置付け、芸能史、歌謡史を踏まえたベテランから人選する意向だ。安定した司会ぶりに定評のある堺正章、この年の大河ドラマ『葵 徳川三代』の主演・西田敏行ら白組司会経験者も候補リストにのぼっている」[4]
  - 『週刊現代』（12月号、193～194頁） - 「紅組司会の候補に有働由美子も挙がっていたが、有働がこの年夏に石井琢朗とのスキャンダルがあったため、起用案が流れ、当時NHK会長の海老沢勝二の鶴の一声で久保の続投が決定」「有働は紅組司会就任に意欲を示し、衣装も用意していた」
  - 合田道人『紅白歌合戦の真実』 - 「久保の紅組司会続投案に加え紀香・明石家さんまの両組司会も有力視されたほか、松嶋、西田も司会の候補に挙がっていた。白組司会には宮本隆治（実際は今回も総合司会を担当）や堀尾正明と同局アナウンサーからの登用案もあった」

## 当日のステージ
- 審査員リポートが復活し、2002年（第53回）まで続いた。リポートは紅組司会の候補だった有働が担当した。なお、確執関係にあった後輩の久保のサブ的位置での起用に有働は不満を抱いていたという[5]。
- 長嶋茂雄、高橋尚子、田村亮子（現姓・谷）が審査員を務め、開会宣言も行った。長嶋は開会宣言時に「メークドラマの始まりです」と述べた。
- 野猿は前回に続いて扮装して登場。ボーカルチーム4人が長嶋の扮装で、その他のダンサーチームは高橋（6人）と田村（1人）の扮装で登場し、ボーカルチームは長嶋のものまねを交えながら歌唱。29日に行われたリハーサルでは、石橋貴明が急性胃腸炎で欠場しており、本番当日も体調が改善しないままのぶっつけ本番となった[6][7]。
- 初出場であったaikoの「ボーイフレンド」の歌詞には消波ブロックの登録商標である「テトラポッド」を変えた「テトラポット」というものがあり問題となった （NHKは公共放送のため、宣伝行為となる歌詞での商標名の放送を制限することがあり、紅白などの音楽番組での歌詞の変更を求めることがある。過去においては山口百恵が『ヤング歌の祭典』で「プレイバックPart2」を歌唱した際、歌詞の中の「真っ赤なポルシェ」のフレーズを「真っ赤なクルマ」に変更した[8]ほか、Mr.Childrenの出演時などにも同様のケースがある。民放でも同様の理由でテトラポッドのことを「消波ブロック」「波消しブロック」と言う場合も多い）。しかし、実際には歌詞の改変は行われなかった[9]。「テトラポット」が商標そのものではないとの判断からという説と、消波ブロックが個人で消費されるものではないとの判断からという説がある。
- 第1部ではコーナーとして劇団四季のミュージカル『ライオンキング』から「サークル・オブ・ライフ」が披露された。
- 第1部のラストにおいて、紅白出演時の坂本九の映像のもと、出場歌手で「上を向いて歩こう」を大合唱した。
- 第2部のスタートは審査員席に来た中居正広（白組司会の歴任者で読売ジャイアンツファン）が、長嶋とトークするところから始まった。
- hitomiは「LOVE 2000」を歌唱。同曲は高橋がシドニーオリンピック女子フルマラソンのスタート直前に聞いていたことで話題に。そのシーンの映像が曲紹介の時に放映された。
- 松田聖子の曲目について、当時聖子と交際が囁かれていた原田真二の作詞・作曲による最新曲「The Sound of Fire」も候補に挙がり、バックバンドの原田との「紅白ツーショット」も期待されたが、結果的にお茶の間への浸透度の高い「あなたに逢いたくて〜Missing You〜」に決まった[10]。
- 安室奈美恵はこの年行われた九州・沖縄サミットのテーマソング「NEVER END」を歌唱。同曲の作詞・作曲・編曲担当で、当時安室のプロデューサーだった小室哲哉がピアノ演奏を行った。小室は曲前に久保、安室とトークを行った際、翌日に沖縄でライブを開催する事に触れ、沖縄県民に放送を通じて改めて挨拶していた。
- SMAPは自身の出番で「らいおんハート」を歌唱した。また5人でプレゼンターを務めたコーナーの最後に「夜空ノムコウ」のサビも披露した。当初、香取慎吾がこの年放送していたフジテレビ系列『サタ☆スマ』で演じたキャラクター「慎吾ママ」として出演するコーナーを設けることが予想されていたが[10]、5人によるコーナーの設置により見送られた[11]。
- 翌元日にBS2で放送の歌舞伎の特別番組の番組宣伝を兼ねて、前回の白組司会・中村勘九郎がゲスト出演した。
- 初出場の氷川きよしの応援に、氷川の芸名の名付け親であり氷川のメディアデビューとなった『神出鬼没!タケシムケン』（テレビ朝日）の出演者であるビートたけしと志村けんが登場し、歌唱前にコントを行った。
- この年下期の連続テレビ小説『オードリー』にちなみ長嶋一茂がゲスト出演。父・茂雄の見守る前で演技を披露した。
- この年デビュー30周年を迎えた天童よしみが自身の出世曲「道頓堀人情」で初の紅組トリを務めた。天童は初紅組トリ担当が決まった直後、やしきたかじんに電話で「ここまでくるとは思わなかった」と祝福を受けたと話している（たかじんも天童の紅組トリ担当を喜んだという）[12]。
- 白組トリおよび大トリは30年連続出場を達成した五木ひろしが担当し、「山河」を歌唱。五木は美空ひばり以来2人目、白組歌手では史上初の10回目のトリ担当となった。
- 紅組トリの候補には天童以外に石川さゆり[13] や安室[14] が挙がっていたとされる。五木の白組トリ起用は曲順発表前に『スポーツニッポン』（2000年12月14日付）でリークされていた。
- 優勝は紅組。なお、審査員を務めた長嶋は「僕も男なので」と白組にボールを入れたという（本人談）。
- 前年のケース同様、後座番組『ゆく年くる年』内で紅白出演者および観客によるカウントダウンの模様を中継することも示唆された[15] が、実施されることはなかった。
- 小林幸子は「豪華な衣装で登場するのは最後」との発言をしていた[16] が、翌年以降も豪華衣装を続ける（詳細は「第52回NHK紅白歌合戦」の項を参照）。
- ビデオリサーチ・関東地区調べでの視聴率は48.4%で、1989年（第40回）以来11年ぶりに50%を割る。瞬間最高視聴率（ビデオリサーチ調べ）は関東地区では紅組優勝が決まった瞬間に記録された52.4%で、歌手別では小柳ゆき、小林幸子、SMAP登場時の51.8%が同率で首位だった。関西地区ではピンク・レディー登場時とショーコーナーでSMAPとASIMOが登場した場面で記録された60.5%が同率一位となった[17]。
- 10月時点において、『ZAKZAK』は「審査員の候補には高橋尚子、日本シリーズで優勝した場合のダイエー・王貞治監督らの名前が挙がっている」と報じていた。
- 海老沢による「NHK色を強めたい」との強い意向により翌年（第52回） - 2004年（第55回）まで司会陣が同局アナウンサーで固められることとなり、今回白組司会を務めた元彌を最後にNHKアナウンサー以外の司会起用は2005年（第56回）まで途絶えることとなった。また久保（翌年産休入りし第52回では司会候補から外れる）、宮本（翌年も司会発表前に総合司会起用が決定との報道がされていた。以後司会は担当していないが、2002年（第53回）で白組司会の候補に挙がったとされる）の連続司会は今回が最後となった一方、今回審査員リポートを務めた有働、ラジオ中継を務めた阿部渉が揃って2001年（第52回）では司会（両組司会）に起用された（総合司会は宮本の後輩である三宅民夫に交代）。

## 司会者
- 紅組司会：久保純子（東京アナウンス室）
- 白組司会：和泉元彌（翌年の大河ドラマ『北条時宗』の主人公・北条時宗役）
- 総合司会：宮本隆治（東京アナウンス室）
- 審査員リポーター：有働由美子（東京アナウンス室）
- ラジオ中継：阿部渉（東京アナウンス室）

## メイン演奏
- 三原綱木とザ・ニューブリード・東京放送管弦楽団（指揮 三原綱木）

## 審査員
- 田村亮子（柔道選手）：2000年シドニーオリンピック柔道女子48kg級金メダル。
- 長嶋茂雄（東京読売巨人軍監督）：この年、巨人軍を日本一に導く。
- 高橋尚子（陸上選手）：2000年シドニーオリンピック陸上女子マラソン金メダル。
- 渡辺謙（俳優）：『北条時宗』の主人公の父・北条時頼役。
- 池内淳子（女優）：前年『月の光』『三婆』で菊田一夫演劇賞大賞を受賞。
- 佐々木主浩（シアトル・マリナーズ投手）：この年MLB新人記録の37セーブを挙げ、ア・リーグ新人王に輝く。
- 岡本綾（女優）：この年下期の連続テレビ小説『オードリー』のヒロイン・佐々木美月役。
- 井上康生（柔道選手）：2000年シドニーオリンピック柔道男子100kg級金メダル。
- 木村佳乃（女優）：『北条時宗』の桐子役。
- 内藤國雄（棋士）：公式戦1,000勝を達成し特別将棋栄誉賞を受賞。
- 伊東律子・NHK番組制作局長
- 客席審査員（NHKホールの観客全員）

## 大会委員長
- 松尾武･NHK放送総局長

## 出場歌手
紅組、      白組、      企画、      初出場、      返り咲き。
| 曲順 | 組   | 歌手名             | 回 | 曲目                                       |
| ---- | ---- | ------------------ | -- | ------------------------------------------ |
| 1    | 白   | 藤井隆             | 初 | ナンダカンダ                               |
| 2    | 紅   | Whiteberry         | 初 | 夏祭り                                     |
| 3    | 白   | ポルノグラフィティ | 初 | サウダージ                                 |
| 4    | 紅   | aiko               | 初 | ボーイフレンド                             |
| 5    | 白   | DA PUMP            | 3  | if...                                      |
| 6    | 紅   | 石原詢子           | 初 | みれん酒                                   |
| 7    | 白   | 山川豊             | 8  | 逢えてよかった                             |
| 8    | 紅   | 中村美律子         | 8  | おんなの純情                               |
| 9    | 白   | 19                 | 2  | 水・陸・そら、無限大                       |
| 10   | 紅   | 花*花              | 初 | あ〜よかった                               |
| 企画 | 企画 | 歌手有志           |    | ウォルト・ディズニー生誕100年              |
| 11   | 白   | 大泉逸郎           | 初 | 孫                                         |
| 12   | 紅   | 伍代夏子           | 11 | 満月                                       |
| 13   | 白   | TOKIO              | 7  | みんなでワーッハッハ!                      |
| 14   | 紅   | MAX                | 4  | バラ色の日々                               |
| 15   | 白   | 山本譲二           | 9  | 花も嵐も                                   |
| 16   | 紅   | 藤あや子           | 9  | ふたり花                                   |
| 17   | 白   | さだまさし         | 12 | 無縁坂                                     |
| 18   | 紅   | 長山洋子           | 7  | 紅い雪                                     |
| 19   | 白   | 西城秀樹           | 17 | ブルースカイ ブルー                        |
| 20   | 紅   | Every Little Thing | 4  | 愛のカケラ                                 |
| 21   | 白   | 鳥羽一郎           | 13 | 兄弟船                                     |
| 22   | 紅   | 原田悠里           | 2  | 夢ひとすじ                                 |
| 企画 | 企画 |                    |    | サークル・オブ・ライフ                     |
| 23   | 紅   | モーニング娘。     | 3  | ハッピーサマーウェディング大晦日スペシャル |
| 24   | 白   | 平井堅             | 初 | 楽園                                       |
| 25   | 紅   | 坂本冬美           | 13 | 風鈴                                       |
| 26   | 白   | 吉幾三             | 15 | 津軽平野                                   |
| 27   | 紅   | 香西かおり         | 9  | 無言坂                                     |
| 28   | 白   | 加山雄三           | 15 | 海 その愛                                  |
| 企画 | 企画 | 歌手全員           |    | 上を向いて歩こう                           |

| 曲順 | 組   | 歌手名               | 回 | 曲目                                         |
| ---- | ---- | -------------------- | -- | -------------------------------------------- |
| 29   | 紅   | 浜崎あゆみ           | 2  | SEASONS                                      |
| 30   | 白   | L'Arc〜en〜Ciel      | 3  | STAY AWAY                                    |
| 31   | 紅   | 鈴木あみ             | 2  | THANK YOU 4 EVERY DAY EVERY BODY             |
| 32   | 白   | 野猿                 | 2  | Chicken guys                                 |
| 33   | 紅   | hitomi               | 初 | LOVE 2000                                    |
| 34   | 白   | 氷川きよし           | 初 | 箱根八里の半次郎                             |
| 企画 | 企画 | 歌手有志             |    | 未来を開こう！21世紀スペクタクル             |
| 35   | 紅   | 小柳ゆき             | 初 | あなたのキスを数えましょう 〜You were mine〜 |
| 36   | 白   | 美川憲一             | 17 | 東京ホテル                                   |
| 37   | 紅   | 松田聖子             | 14 | あなたに逢いたくて〜Missing You〜            |
| 38   | 白   | 布施明               | 17 | シクラメンのかほり                           |
| 39   | 紅   | 八代亜紀             | 22 | なみだ恋                                     |
| 40   | 白   | 前川清               | 10 | 長崎は今日も雨だった                         |
| 41   | 紅   | ピンク・レディー     | 4  | スペシャルメドレー ピンクレディー2000        |
| 42   | 白   | アリス               | 初 | アリス・ミレニアム・スペシャル               |
| 43   | 紅   | 川中美幸             | 13 | なにわの女                                   |
| 44   | 白   | 森進一               | 33 | 終列車                                       |
| 企画 | 企画 | 歌手有志             |    | にっぽんのまつり スーパーパレード            |
| 45   | 紅   | 小林幸子             | 22 | 泣かせ雨                                     |
| 46   | 白   | 郷ひろみ             | 21 | なかったコトにして                           |
| 47   | 紅   | 由紀さおり・安田祥子 | 9  | 赤とんぼ〜どこかに帰ろう                     |
| 48   | 白   | 錦織健               | 初 | 荒城の月                                     |
| 49   | 紅   | 石川さゆり           | 23 | 津軽海峡・冬景色                             |
| 50   | 白   | 細川たかし           | 26 | 望郷じょんから                               |
| 51   | 紅   | 安室奈美恵           | 6  | NEVER END                                    |
| 52   | 白   | SMAP                 | 10 | らいおんハート                               |
| 53   | 紅   | 和田アキ子           | 24 | もう一度ふたりで歌いたい                     |
| 54   | 白   | 北島三郎             | 37 | 帰ろかな                                     |
| 55   | 紅   | 天童よしみ           | 5  | 道頓堀人情                                   |
| 56   | 白   | 五木ひろし           | 30 | 山河                                         |

「ミッキーと踊ろうダンスカーニバル」の曲目と歌手
- 「星に願いを」：小柳ゆき。
- 「シング・シング・シング」：西城秀樹、細川たかし、前川清、坂本冬美、天童よしみ、八代亜紀、和田アキ子。
- 「ロック・アラウンド・ザ・クロック」：モーニング娘。、ドナルドダック（ダンスのみ。歌わない）。
- 「レッツ・グルーヴ」：DA PUMP、MAX（ダンスのみ。歌わない）。
- 「コンガ」：ミニーマウス、松田聖子。
- 「ミッキーマウス・マーチ」：出場歌手（ダンスのみ。歌わない）。

劇団四季『ライオン・キング』より「サークル・オブ・ライフ」の歌手
- 劇団四季、森進一、石原詢子、八代亜紀、中村美律子、布施明、谷村新司・堀内孝雄（アリス）、大泉逸郎、19、MAX、山本譲二、西城秀樹。

一部終了後の応援合戦の曲目と歌手
- 「上を向いて歩こう」：出場歌手全員。

「未来を開こう21世紀スペクタクル」の曲目と歌手
- 「タイムマシンにおねがい」：鈴木あみ、花*花、中澤裕子・飯田圭織・安倍なつみ・保田圭（モーニング娘。）。
- 「鉄腕アトム」：出場歌手。
- 「夜空ノムコウ」：出場歌手。

「全国の祭りスーパーパレード」の曲目と歌手など
- 「よさこい鳴子踊り」：香西かおり、藤あや子、長山洋子。
- 「ソーラン節」：大泉逸郎、北島三郎、五木ひろし、谷村新司。
- 「津軽じょんから節」：吉田兄弟（演奏）。
- 「唐船ドーイ」：園田青年会（踊り）。

### 選考を巡って
- この年の出場歌手中最大の目玉となったピンク・レディーが第41回（1990年）以来10年ぶりに出場。初出場したアリスと対戦し話題となる。
- この年スキャンダルが発覚した川中美幸、美川憲一、吉幾三の当落が注目されたが、3人共「問題なし」と判断され出場が決定した[25]。
- 当時58歳の大泉逸郎が初出場、最年長初出場記録を更新するが、翌年花紀京がRe:Japanとして63歳で初出場したため、1年限りの記録となった。
- SMAPは、初出場した第42回（1991年）からの連続出場が今回で途絶えた（翌年の第52回はメンバーの稲垣吾郎の不祥事により辞退したため。第53回（2002年）で復帰）。
- シドニーオリンピックのNHK中継テーマソング「Get U're Dream」を歌ったZARDに出場を打診し、出場に前向きと報道されるも、坂井泉水の体調の関係で実現しなかった[26]。
- この年ブレイクし、この年下期の連続テレビ小説『オードリー』の主題歌「Reach for the sky」を担当した倉木麻衣も、これまで音楽番組に1度も出演していないことを理由に出場辞退[27]。
- 当時コロンビア大学留学中の宇多田ヒカルに、現地からの中継を含めた出演プランを立てて出演要請したが、年末年始はレコーディングに専念したいことを理由に辞退した[28]。
- この年「TSUNAMI」が大ヒットし、8月には茅ヶ崎ライブを成功させたサザンオールスターズも恒例のカウントダウンライブを理由に出場辞退した[28]。なお、サザンは裏番組『第42回日本レコード大賞』（TBS系列）に出席し、大賞を受賞した。
- 前回まで3年連続で出場していたGLAYも年末年始、ニューヨークでアルバム（翌年発売の「ONE LOVE」）のレコーディングを行うことを理由に出場辞退[29]。
- 番組側は辞退されることを覚悟の上で、中島みゆき（この年放送開始した『プロジェクトX〜挑戦者たち〜』の主題歌「地上の星」を担当）、松任谷由実、竹内まりや、井上陽水、吉永小百合、倍賞千恵子、さらに引退者である山口百恵、森昌子（翌年の第52回に出場。後に正式芸能界復帰）に出演打診を行ったが、悉く辞退された。御三家（橋幸夫、舟木一夫、西郷輝彦）はこの年「G3K」名義で発表した「小さな手紙」が『みんなのうた』に採用され、出場が予想されたが実現しなかった[30]。
- 前回までそれぞれ初出場以来13年連続出場をした谷村新司、12年連続出場をした堀内孝雄は先述の通り、今回はアリスとして初出場を果たした関係上、連続出場がストップした（2人は第52回で揃ってソロで再出場を果たす）。
- 前回出場したglobe、Kiroro、茂森あゆみ・速水けんたろう、松たか子、かぐや姫、ゴダイゴ、Something ELse、Sans Filtre、三波春夫らは落選[28]。ただし、globeのメンバーである小室哲哉は今回ゲスト出演している。なお、小室自身の紅白出演は演奏ゲストとしてのものを含めると、第46回(1995年)から6年続いたが、この紅白で一旦出演が途切れる形となった。次に小室が紅白に出演したのは第73回(2022年)である。
- 本紅白の出場歌手発表直前の時期にSMAPの木村拓哉との結婚を発表した工藤静香は不出場。NHKは「結婚報道前から今年の候補には挙がっていなかった」と説明した[31]。
- 年内での終幕を表明（後に活動再開）したLUNA SEAが本紅白に出場しラストステージを飾るとの報道があった[32] が、辞退したため実現しなかった[33]。

## ゲスト出演者
- 宮川大助・花子：花＊花の曲紹介。
- 山田花子：同上。
- 中村勘九郎：「ミッキーと踊ろうダンスカーニバル」のショー前。
- ミッキーマウス、ドナルドダック、チップとデール、グーフィー、マックス、ミニーマウス（ディズニーキャラクター）：「ミッキーと踊ろうダンスカーニバル」。）
- 宇津木妙子（ソフトボール日本代表チーム監督）：大泉逸郎の曲紹介。
- 内藤恵美、高山樹里、山田美葉、安藤美佐子（同選手。シドニーオリンピックソフトボール銀メダル）：同上。
- 桜金造、魁三太郎、えなりかずき（『コメディーお江戸でござる』出演者。大泉逸郎と伍代夏子の曲間）
- コロッケ：TOKIOの曲紹介。
- 山下智久、生田斗真、長谷川純、五関晃一：当時のジャニーズJr.。TOKIOのバックダンサー。
- 成田真由美（パラリンピック水泳選手。シドニーパラリンピック競泳女子200m平泳ぎ(S4)他金メダル）：MAXの曲紹介。
- ウルトラの父、ウルトラの母、ウルトラマン、ウルトラマンタロウ：鳥羽一郎の曲紹介。
- 長嶋一茂（『オードリー』の錠島直也役）：モーニング娘。の曲紹介。
- 仁科貴（同じく『オードリー』の中山晋八役）：同上。
- いっこく堂：坂本冬美の曲紹介。
- 中村真衣（水泳選手。シドニーオリンピック競泳女子100m背泳ぎ銀メダル）：香西かおりの曲紹介。
- 東儀秀樹：加山雄三の曲紹介。
- 市川染五郎：同上。
- 柏木由紀子：出場歌手による「上を向いて歩こう」歌唱時に紹介。
- 大島花子：同上。
- 舞坂ゆき子（宝塚歌劇団雪組娘役）：同上。
- 優香：野猿の曲紹介。
- 志村けん：氷川きよしの曲紹介。
- ビートたけし：同上。
- お茶の水博士、ウラン（『鉄腕アトム』のキャラクター）：「未来を開こう21世紀スペクタクル」。
- ASIMO（本田技研工業が開発した二足歩行ロボット）：同上[34]。
- 浅野温子（翌年の大河ドラマ『北条時宗』の主人公の母・涼子役）：美川憲一の曲紹介。
- 田島寧子（タレント・元水泳選手。シドニーオリンピック競泳女子400m個人メドレー銀メダル）：布施明の曲紹介。
- 園田青年会（エイサー団体）：「全国の祭りスーパーパレード」。
- 爆笑問題（この年の『笑いがいちばん』司会者）：郷ひろみの曲紹介。
- 山田まりや：同上。
- ダンス☆マン：郷ひろみのバックコーラス。

### 演奏ゲスト
- 吉田兄弟：「全国の祭りスーパーパレード」津軽三味線伴奏。
- 朝川朋之：錦織健のハープ伴奏。
- 小室哲哉：安室奈美恵のピアノ伴奏。
- 宮川泰：エンディング「蛍の光」で指揮担当。